# Jan Fredro (kasztelan przemyski)
Jan Fredro z Pleszowic  herbu Bończa (zm. ok. 1591) – wojski samborski 1576-78, kasztelan sanocki 1578-1583, kasztelan przemyski od 1587.
Syn Stanisława i Katarzyny Derszniak z Rokietnicy, mąż Anny Stadnickiej h. drużyna (zm. 1622). Jego nagrobek z żoną znajduje się w przemyskiej katedrze.
Poseł województwa ruskiego na sejm parczewski 1564 roku, poseł ziemi przemyskiej na sejm lubelski 1566 roku, poseł ziemi sanockiej na sejm 1567 roku, poseł ziemi halickiej na sejm 1578 roku. Poseł  nieustalonego sejmiku na sejm 1569 roku.
Epitafium nagrobne opisuje go w następujący sposób:

Zacny Fredro tu leży, mąż za wieku swego

Zawołany kasztelan kraju przemyskiego

w pokoju, w niepokoju równie doświadczony

Sąsiadom i królowi, w radzie niezganiony.

Zachowanie wielkiego, wielkiej stateczności.

Postępków starożytnych, szczerej pobożności

Grób kości ma, sława tu na ziemi została.

Dusza bodaj w pokojach niebieskich mieszkała.